# Barmen
Barmen är en stadsdel i Wuppertal.

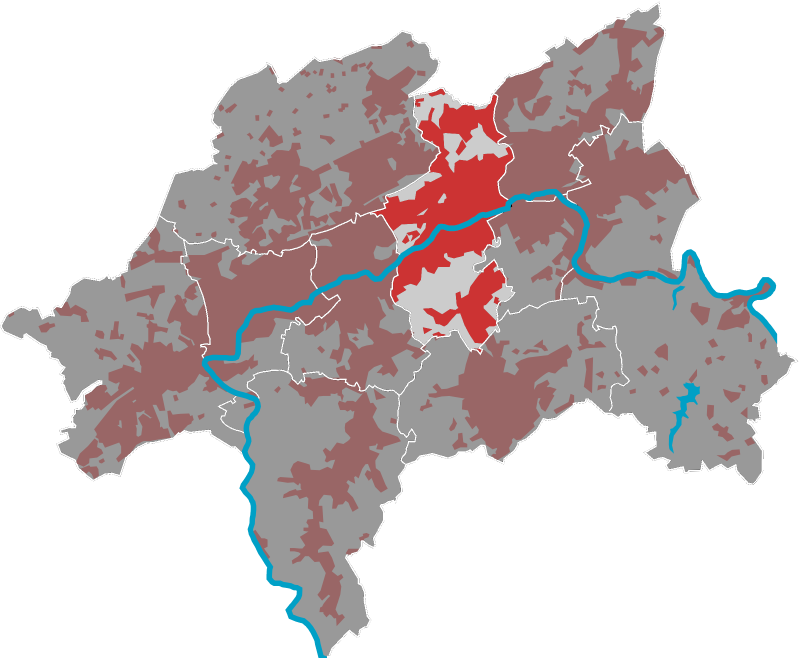
Barmen i Wuppertal

Barmen grundades som stad 1808. 1930 slogs den samman med ett flertal andra mindre städer bland annat Elberfeld för att bilda Wuppertal.
I Barmen grundade Friedrich Bayer tillsammans med färgarmästaren Johann Friedrich Weskott företaget Bayer AG 1863 som Friedr. Bayer & Co. Ett annat känt företag som grundats i Barmen är Vorwerk.
I Barmen skrev Friedrich Engels den 15 mars 1845 förordet till Den arbetande klassens läge i England.
På bekännelsesynoden i Barmen 1934 framlade Karl Barth en teologisk deklaration, Barmendeklarationen.
Mellan Elberfeld och Barmen går Wuppertals hängbana, en hängande monorail.